# ワトフォード
ワトフォード(Watford)は、イギリスのイングランド南東部、ハートフォードシャーにあるタウンかつバラ。ロンドンに近く、首都圏のベッドタウンとなっている。

## 交通
鉄道駅は2つある。1つはワットフォード・ジャンクション駅、もう1つはロンドン地下鉄のワットフォード駅である。
ロンドンに行く際はワットフォード・ジャンクション駅の方が便利である。尚、どちらもオイスター圏内である。

## スポーツ
この都市を本拠地としているスポーツチームはサッカーのワトフォードFCとワトフォードLFCの2つ。

## 姉妹都市
- マインツ、ドイツ
- ナンテール、フランス
- ノヴゴロド、ロシア
- ウィルミントン (デラウェア州)、アメリカ
- ペーザロ、イタリア

## 出身人物
- アーサー・ウォーカー - 数学者
- イアン・ウォーカー - サッカー選手
- ヴィニー・ジョーンズ - サッカー選手、俳優
- ガレス・サウスゲート - サッカー指導者
- ジェームス・ジキック - 格闘家
- ジェリ・ハリウェル - 女性歌手、スパイス・ガールズのメンバー
- ジャック・コリソン - サッカー選手
- ロバート・グレニスター - 俳優
- モー・モーラム - ベルファスト合意当時の北アイルランド大臣